# Мото (Сондрио)
Мото (итал. Motto) је насеље у Италији у округу Сондрио, региону Ломбардија.
Према процени из 2011. у насељу је живело 5 становника. Насеље се налази на надморској висини од 492 м.